# Молини ди Балдон (Тренто)
Молини ди Балдон је насеље у Италији у округу Тренто, региону Трентино-Јужни Тирол.
Према процени из 2011. у насељу је живело 24 становника. Насеље се налази на надморској висини од 1074 м.